# Алексеевка (Камышевский сельсовет)
Алексе́евка — деревня в Задонском районе Липецкой области России. Входит в состав Камышевского сельсовета.

## Географическое положение
Деревня расположена на Среднерусской возвышенности, в южной части Липецкой области, в восточной части Задонского района, на левом берегу реки Репец. Расстояние до районного центра (города Задонска) — 6 км. Абсолютная высота — 118 метров над уровнем моря. Ближайшие населённые пункты — деревня Поповка, деревня Заречный Репец, село Камышевка, село Репец, деревня Новая Воскресеновка. К югу от Алексеевки проходит автотрасса федерального значения М4 «Дон».

## Население
| 2010 |
| ---- |
| 12   |

Гендерный состав
По данным Всероссийской переписи в 2010 году 6 мужчин и 6 женщин из 12 человек.

## Улицы
Уличная сеть деревни состоит из одной улицы (ул. Школьная).